# Li Yanxi
Li Yanxi (chiń. 李延熙; pinyin Lǐ Yánxī; ur. 26 czerwca 1984 w Shijiazhuang) – chiński lekkoatleta, trójskoczek.

## Osiągnięcia
- srebrny medal mistrzostw świata juniorów (Kingston 2002)
- 4. miejsce podczas pucharu świata (Ateny 2006)
- złoto igrzysk azjatyckich (Doha 2006)
- 6. miejsce podczas mistrzostw świata (Berlin 2009)
- złoty medal igrzysk azjatyckich (Kanton 2010)
- srebrny medal mistrzostw Azji (Kobe 2011)
- brąz halowych mistrzostw Azji (Hangzhou 2012)

Yanxi dwukrotnie reprezentował Chiny na igrzyskach olimpijskich. W 2004 podczas igrzysk w Atenach uplasował się na 15. pozycji w eliminacjach, nie awansując do finału. Cztery lata później w Pekinie zajął 10. miejsce.

## Rekordy życiowe
- trójskok – 17,59 (2009) do 2025 rekord Azji
- trójskok (hala) – 16,89 (2005)